# Blast beat
Blast beat er en trommeteknik ofte associeret med grindcore og dødsmetal, selvom dets brug har spredt sig til andre former for ekstremmetal. Adam MacGregors definition af teknikken lyder på: "blast beat indeholder generelt en gentaget sekstendedelsrytme figur, spillet i et hurtigt tempo og delt ud mellem stortrommen, lilletromme og hihatten." Blast beats er også blevet beskrevet som "maniske perkussive eksplosioner, der handler mere om den ren og skære voldsomme lyd end rytmen". Napalm Death anses for at have opfundet teknikken, selvom denne lyd før blev praktiseret af bands som D.R.I. og Repulsion.

## Fodnoter
1. 1 2 3  Adam MacGregor, Agoraphobic Nosebleed review, Dusted, 11. juni, 2006. dustedmagazine.com Arkiveret 21. december 2008 hos  Wayback Machine Hentet: 2. oktober, 2008.
2. 1 2  Strub, Whitney. "Behind the Key Club: An Interview with Mark 'Barney' Greenway of Napalm Death". PopMatters, 11. maj, 2006. Hentet 17. september, 2008.
3. ↑  Matthew Widener, "Scared to Death: The Making of Repulsion's Horrified", Decibel nr. 46, August 2008, s. 63-69.